# Sa Perda Longa
Der Bereich von Sa Perda Longa (auch Sa Perdalonga) bei Bari Sardo in der Provinz Ogliastra auf Sardinien umfasst mehrere Menhire.  
Dazu gehört eine Steinreihe aus drei Steinen, von denen der höchste breit und flach ist und eine dreieckige vergrößerter Basis hat. Er ist einschließlich der Basis 4,1 m hoch und etwa 1,4 m breit. 
Etwa 150 m entfernt stehen Menhire an einem leichten Hang. Der größte ist von Felsen umgeben, auf denen die Menschen, die den Platz besuchten, Zeremonien ausführten.
In der Nähe befinden sich andere Menhire und Steine, die Altäre gewesen sein könnten, von denen einige Schälchen tragen, sowie pränuraghische Überreste eines Gigantengrabes. Das Gigantengrab ist aus großen Steinen gebaut und hat eine 8,3 m lange, rechteckige Kammer mit Apsis. Es ist von Randsteinen umgeben, die den Erdwall abstützten, der es bedeckte. Solche Denkmäler sind etwa 2000 v. Chr. entstanden.